# Gabriac (Lozère)
Gabriac è un comune francese di 113 abitanti situato nel dipartimento della Lozère nella regione dell'Occitania.

## Società

### Evoluzione demografica
Abitanti censiti